# Hross í oss
Hross í oss é um filme de drama islandês de 2013 dirigido e escrito por Benedikt Erlingsson. Foi selecionado como representante da Islândia à edição do Oscar 2014, organizada pela Academia de Artes e Ciências Cinematográficas.

## Elenco
- Helgi Björnsson
- Charlotte Bøving
- Sigríður María Egilsdóttir
- Maria Ellingsen
- Juan Camillo Roman Estrada
- Halldóra Geirharðsdóttir
- Erlingur Gíslason
- Kristbjörg Kjeld
- Steinn Ármann Magnússon
- Kjartan Ragnarsson
- Atli Rafn Sigurðsson
- Ingvar Eggert Sigurðsson